# نبرد بوک‌گوان
نبرد بوک‌گوان (انگلیسی: Battle of Bukgwan) یکی از نبردهای تهاجم ژاپن به کره (۱۵۹۸–۱۵۹۲) بود.